# インドにおける非カルケドン派

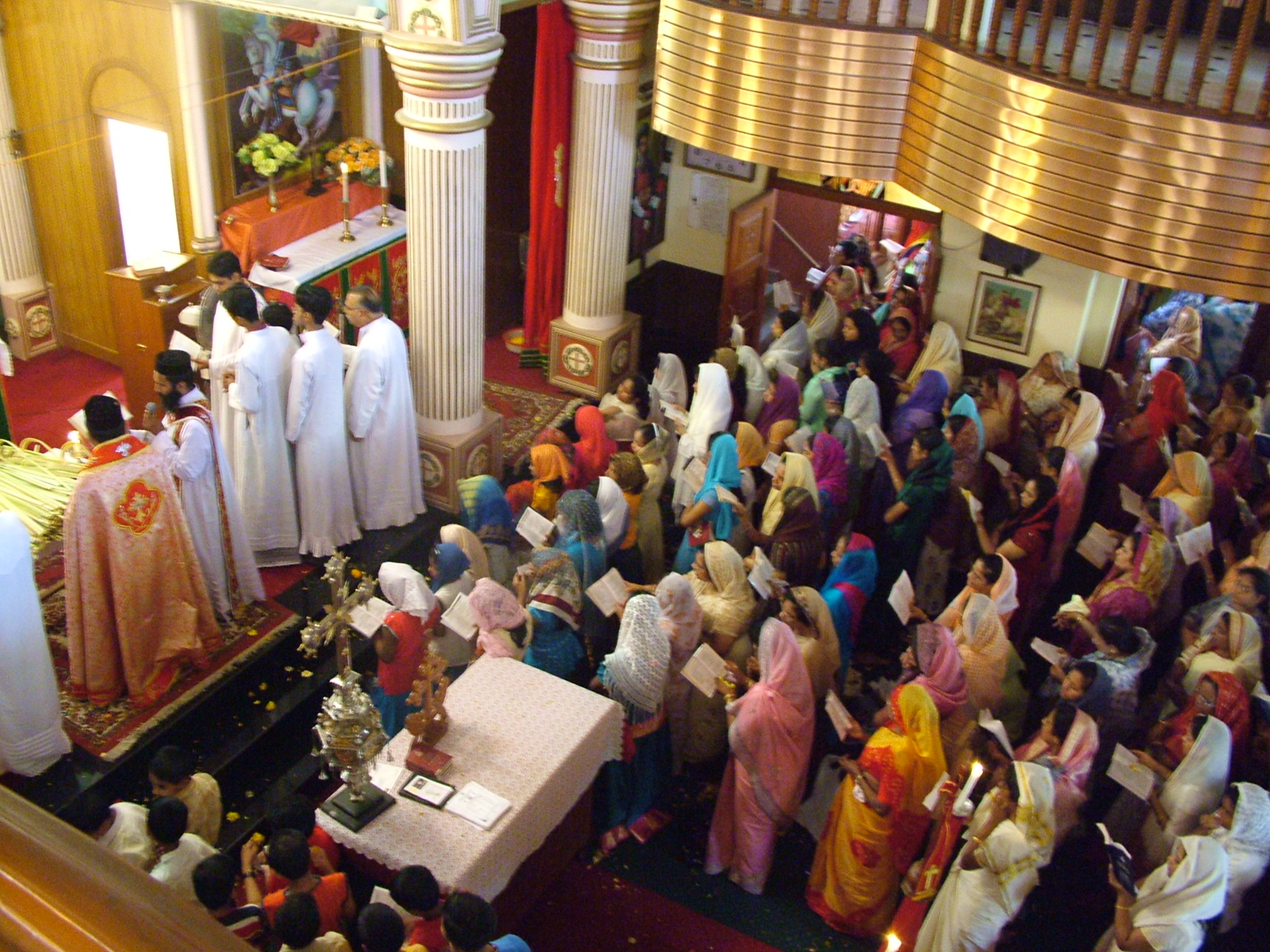
ボンベイにあるシリア正教会で祝われた聖枝祭（2004年4月4日）

東方、主にインドにおける諸教会の系統を示す図。水色のRはプロテスタントの改革派教会に合流したグループ、青のOは非カルケドン派正教会（オリエンタル・オーソドックス）、紫のCはローマ・カトリック教会と合同している東方典礼教会、一番下はアッシリア東方教会。水色・青・紫の線で記された教会は西シリア語を、茶色・オレンジ・黄色の線で記された教会は東シリア語を典礼に用いる。なお、この図のアッシリア東方教会以外の教会は全てインドに本拠地を置いている。

インドにおける非カルケドン派（インドにおけるひカルケドンは）では、インドにおけるキリスト教のうち、非カルケドン派の諸教会を扱う。

## 概要
インドにおける非カルケドン派として以下の諸教会が挙げられる。
- ヤコブ派シリア教会（Malankara Jacobite Syrian Orthodox Church）
- マランカラ・シリア正教会（Malankara Orthodox Syrian Church）

マランカラ・シリア正教会（Malankara Orthodox Syrian Church）は「インド正教会」（Indian Orthodox Church）とも呼ばれるが、これはギリシャ正教とも呼ばれる東方正教会に属するものではなく、非カルケドン派であるシリア正教会の庇護下にあってフル・コミュニオン関係にある教会である。
1599年ローマ・カトリックがマランカラ・シリア正教会をローマ教皇の下に所属させて東方典礼カトリック教会に組み入れたが、1653年にマール・トマ1世のもと独立。しかし、再度三分の二がローマの教会にとりこまれる。1665年に、ディヤルバキールのキリスト単性論者である東方教会のマル・グレゴリオスが迎えられる。19世紀にマール・トマ・シリア・マラバール教会が分離。